# Forsan
Forsan – miasto w Stanach Zjednoczonych, w stanie Teksas, w hrabstwie Howard.